# Schweizer Filme der 1950er Jahre
Die Liste der Schweizer Filme der 1950er Jahre enthält Langfilme mit reiner Spielfilmhandlung, die zwischen 1950 und 1959 in die Kinos kamen.

## Filmografie
- 1950: Föhn (deutsche Produktion in der Schweiz)
- 1950: Es liegt was in der Luft
- 1951: Die Vier im Jeep
- 1952: Palace Hotel
- 1952: Heidi
- 1953: Die Venus von Tivoli
- 1953: Unser Dorf
- 1953: Das Geheimnis vom Bergsee
- 1954: Uli der Knecht
- 1954: S’Vreneli vom Eggisberg
- 1955: Heidi und Peter
- 1955: Polizischt Wäckerli
- 1955: Uli der Pächter
- 1956: S’Waisechind vo Engelberg
- 1956: Oberstadtgass
- 1956: Zwischen uns die Berge
- 1957: Taxichauffeur Bänz
- 1957: Der König der Bernina
- 1957: Bäckerei Zürrer
- 1957: Der 10. Mai
- 1957: Glück mues me ha
- 1958: Therese Etienne
- 1958: Es geschah am hellichten Tag
- 1958: Der Mann, der nicht nein sagen konnte
- 1958: Zum goldenen Ochsen
- 1958: Kinder der Berge
- 1958: Die Käserei in der Vehfreude
- 1959: SOS – Gletscherpilot
- 1959: Café Odeon
- 1959: La peur du silence
- 1959: Der Mustergatte
- 1959: Hinter den sieben Gleisen
- 1959: Hast noch der Söhne ja ...?